# 林銘几
林銘几（？年—1648年），字祖册，福建莆田縣人。明朝政治人物。

## 生平
年十五失恃，与兄經魁林銘盤相師友。天启四年甲子舉壁經（尚書）第一，兄弟後先合辙，時稱雙壁。崇禎元年（1628年）戊辰科成進士，授中書舍人。五年壬申（1632年）擢湖廣道監察御史，疏論流寇蔓延，防入楚則鄖撫宜揚兵襄樊，防走吴則淮撫當羁旅颍寿，防掠齊魯則東撫亟須简练清濟，控制濮曹，皆切中机宜。又疏參总兵张应昌观望，守道李春旺退缩，識者韙之。八年乙亥（1635年）督鹾两浙，剔蠹弊，苏商困，疏捐羡余银六千三百余两，解助兵饷，有「實切滅此後食」之语。九年巡按江西，風節自持，吏畏若神明。立朝素著風采，忌者用鄰里族人事出之，時論甚為不平。臬副山東，视篆数日即請疾勇退歸。構北村别墅，初衣自適，未嘗片字干有司。购书數萬卷，名書、法書參錯其間，著述甚富，如自記家園十六景，及九漈紀遊絶類、柳州西山宴遊諸記，与二三素友社集觴咏，有《南窗遗稿》二卷。暇日驱染煙墨，太倉王時敏稱「謂深精畫理，引陳無已诗。偃屈盖代氣，萬里入咫尺。」二句以贈。王時敏素为董其昌所推重，以深精歸銘几，自比小巫，其畫功可见一斑。林居數年，奉嫂如母，撫姪如子。歲歉，赈济施木，為德于乡里。生平与维扬李清（號映碧）交最善。明亡後，南明立，知大厦将倾，独木难支，遂坚卧不出，自是殷憂積疴，遂以順治五年戊子（1648年）六月長歎而逝。

## 家族
祖父林焲章，湖廣僉憲。从父林堯俞，禮部尚書。
子林濟芳，邑庠生，康熙三十五年丙子科举人。孫林嘉棟，郡增廣生，以子林麟焻貴，封中书舍人。